# Durham Wasps
Durham Wasps byl hokejový klub z Durhamu, který hrál Britskou hokejovou ligu v Británii.
Klub byl založen roku 1947. Zanikl roku 1996. Jejich domovským stadionem byl Durham Ice Rink s kapacitou 2860 lidí.

## Vítězství
- Heineken Premier League Champions - 1985, 1986, 1989, 1991, 1992
- Autumn Cup - 1984, 1988, 1989, 1991